# Copa Italia 1935-36
La Copa Italia 1935-36 fue la segunda edición del torneo. En las dos primeras fases los 64 equipos de serie C, divididos según su región geográfica se enfrentaron y ocho avanzaron a la tercera ronda, dos de ellos, clasificaban para la Serie B del año siguiente. En la tercera fase del torneo, se cruzaron con los de la Serie B. Los de la Serie A se incorporaron en los dieciseisavos de final. El campeón fue el Torino venciendo en la final al Alessandria por 5 a 1.

## Resultados

### Primera ronda
|             | Resultado    |              |
| ----------- | ------------ | ------------ |
| Anconitana  | 4 - 1        | Grion Pola   |
| Fiumana     | 3 - 2        | Forlimpopoli |
| Jesi        | 1 - 2 (pró.) | Rovigo       |
| Mantova     | 1 - 1 (pró.) | Fano         |
| Padova      | 0 - 0 (pró.) | Venezia      |
| Pro Gorizia | 2 - 1        | Treviso      |
| Udinese     | 4 - 3        | Trento       |
| Vicenza     | 3 - 4        | Rimini       |

|                        | Resultado    |               |
| ---------------------- | ------------ | ------------- |
| Cremonese              | n.d.         | Comense       |
| Cusiana Omegna         | 1 - 2        | Crema         |
| Falck Sesto S.Giovanni | 2 - 1 (pró.) | Pro Patria    |
| Gallaratese            | 2 - 1        | Biellese      |
| Lecco                  | 0 - 2        | Legnano       |
| Parma                  | 3 - 1        | Fanfulla Lodi |
| Reggiana               | 4 - 1        | Piacenza      |
| Seregno                | 2 - 0        | Monza         |

|               | Resultado |             |
| ------------- | --------- | ----------- |
| Andrea Doria  | 5 - 3     | Asti        |
| Empoli        | 1 - 0     | Pontedera   |
| Imperia       | 3 - 1     | Derthona    |
| Montevarchi   | 2 - 1     | Pontedecimo |
| Sanremese     | 2 - 0     | Spezia      |
| Savona        | 1 - 2     | Entella     |
| Sestrese      | 2 - 1     | Rivarolese  |
| Ventimigliese | 4 - 2     | Casale      |

|               | Resultado    |           |
| ------------- | ------------ | --------- |
| Benevento     | 2 - 1        | Cosenza   |
| Catanzarese   | 4 - 1        | Le Signe  |
| Civitavecchia | 5 - 1        | Fermana   |
| Nissena       | n.d.         | Trapani   |
| Pescara       | 1 - 0        | Potenza   |
| Piombino      | 2 - 0        | Cagliari  |
| Salernitana   | 3 - 1        | Bagnolese |
| Savoia        | 2 - 1 (pró.) | Cerignola |

Play-Offs: Venezia 2-1 Padova; Mantova 2-2 Fano (pró.) (Admitido ambos en la segunda vuelta por la retirada del club Pescara). En cursiva, los equipos se retiraron al comienzo del torneo.

### Segunda ronda
|            | Resultado    |             |
| ---------- | ------------ | ----------- |
| Anconitana | 1 - 2        | Fano        |
| Rimini     | 1 - 1 (pró.) | Pro Gorizia |
| Rovigo     | 2 - 0        | Udinese     |
| Venezia    | 2 - 0        | Fiumana     |

|           | Resultado |                        |
| --------- | --------- | ---------------------- |
| Cremonese | 1 - 0     | Gallaratese            |
| Crema     | 0 - 1     | Reggiana               |
| Legnano   | n.d.      | Falck Sesto S.Giovanni |
| Seregno   | 2 - 3     | Mantova                |

|          | Resultado |               |
| -------- | --------- | ------------- |
| Entella  | 0 - 1     | Ventimigliese |
| Imperia  | 3 - 4     | Sanremese     |
| Parma    | 3 - 1     | Montevarchi   |
| Sestrese | 2 - 1     | Andrea Doria  |

|               | Resultado    |           |
| ------------- | ------------ | --------- |
| Catanzarese   | 6 - 0        | Benevento |
| Civitavecchia | 3 - 2 (pró.) | Savoia    |
| Empoli        | 1 - 2        | Piombino  |
| Salernitana   | 0 - 1        | Nissena   |

- Clasificación para la Serie B

|          | Resultado    |           |
| -------- | ------------ | --------- |
| Atalanta | 0 - 2        | Viareggio |
| Lucchese | 2 - 2 (pró.) | L'Aquila  |

Play-Offs: L'Aquila 2-0 Lucchese; Pro Gorizia 3-0 Rimini.

### Tercera ronda
|           | Resultado    |               |
| --------- | ------------ | ------------- |
| Catania   | 4 - 0        | Civitavecchia |
| Cremonese | 3 - 1        | Mantova       |
| Fano      | 2 - 1        | Verona        |
| Livorno   | 5 - 0        | Siena         |
| Messina   | 1 - 0        | Piombino      |
| Nissena   | 2 - 2 (pró.) | Catanzarese   |
| Novara    | 5 - 1        | Vigevano      |
| Pisa      | 3 - 1        | L'Aquila      |

|              | Resultado    |               |
| ------------ | ------------ | ------------- |
| Pro Vercelli | 2 - 1        | Legnano       |
| Reggiana     | 1 - 0        | Viareggio     |
| Rovigo       | 2 - 1        | Pro Gorizia   |
| Sanremese    | 3 - 2        | Parma         |
| Sestrese     | 3 - 0        | Ventimigliese |
| Spal         | 1 - 1 (pró.) | Modena        |
| Taranto      | 1 - 1 (pró.) | Foggia        |
| Venezia      | 2 - 1        | Pistoiese     |

Play-Offs: Modena 3-2 SPAL (pró.); Catanzarese 4-1 Nissena; Foggia 2-1 Taranto.

### Dieciseisavos de final
|            | Resultado    |                 |
| ---------- | ------------ | --------------- |
| Cremonese  | 1 - 4        | Alessandria     |
| Modena     | 5 - 0        | Pro Vercelli    |
| Lazio      | 2 - 0        | Venezia         |
| Foggia     | 0 - 4        | Roma            |
| Napoli     | 2 - 1        | Bari            |
| Triestina  | 1 - 1 (pró.) | Rovigo          |
| Fano       | 2 - 4        | Milan           |
| Bologna    | 1 - 0        | Novara          |
| Ambrosiana | 4 - 0        | Brescia         |
| Sanremese  | 2 - 4        | Juventus        |
| Fiorentina | 8 - 0        | Sestrese        |
| Génova     | 3 - 2        | Pisa            |
| Torino     | 2 - 0        | Reggiana        |
| Catania    | 1 - 0        | Palermo         |
| Livorno    | 2 - 1        | Catanzarese     |
| Messina    | 2 - 4        | Sampierdarenese |

Play-Offs: Rovigo 1-3 Triestina.

### Octavos de final
|             | Resultado    |                 |
| ----------- | ------------ | --------------- |
| Alessandria | 4 - 0        | Modena          |
| Lazio       | 2 - 1        | Roma            |
| Napoli      | 3 - 1        | Triestina       |
| Milan       | 3 - 0        | Bologna         |
| Ambrosiana  | 0 - 1        | Juventus        |
| Fiorentina  | 5 - 1        | Genoa           |
| Torino      | 8 - 2        | Catania         |
| Livorno     | 5 - 3 (pró.) | Sampierdarenese |

### Cuartos de final
|             | Resultado    |            |
| ----------- | ------------ | ---------- |
| Alessandria | 1 - 0        | Lazio      |
| Napoli      | 1 - 2        | Milan      |
| Torino      | 4 - 2 (pró.) | Livorno    |
| Juventus    | 1 - 3        | Fiorentina |

### Semifinal
|             | Resultado |            |
| ----------- | --------- | ---------- |
| Alessandria | 1 - 0     | Milan      |
| Torino      | 2 - 0     | Fiorentina |

### Final
|                             | Resultado |             |
| --------------------------- | --------- | ----------- |
| Torino                      | 5 - 1     | Alessandria |
| Génova, 11 de junio de 1936 |           |             |

Campeón

Torino F. C.
1º título